# A voté (ONG)
A voté est une ONG créée en juin 2021 pour lutter contre l'abstention électorale.

## Histoire
L'ONG A voté est créée le 28 juin 2021 par une dizaine de jeunes en réaction au taux de participation au second tour des élections régionales françaises,,.
En vue des présidentielles françaises de 2022, A voté et Facebook créent ensemble un robot conversationnel (ou en anglais « chatbot »), qui délivre une aide aux utilisateurs de WhatsApp pour s'inscrire sur les listes électorales,,. De plus, A voté s'associe avec Tinder pour créer une campagne sur Tinder incitant les utilisateurs à aller voter,.
Pour les élections européennes de 2024, l'ONG met en place un site internet nommé « Plan procu » qui permet aux électeurs qui ne peuvent se rendre aux urnes de demander à d'autres utilisateurs du site de voter pour eux par procuration,. Et l'ONG s'associe avec l'appli de rencontre Happn pour motiver les utilisateurs de Happn à aller voter. Pendant 24h, deux jours avant le scrutin, l'appli diffuse le message « Arrête de crusher, va voter ». La cible est la jeunesse : Happn affirme avoir 80 % de ses utilisateurs ayant entre 18 et 35 ans,.

## Analyses et positionnements de l'ONG
L'ONG cible particulièrement les jeunes, (entre 18 et 35 ans). Lors de sa création en 2021, l'objectif de l'ONG est de pousser les jeunes à aller voter pour les élections de 2022, après une abstention de 80% pour les 18-35 ans aux élections régionales françaises de 2021. D'après l'ONG, un absentéisme électoral chez les jeunes « c'est potentiellement toute une socialisation politique qui ne se fait pas et finalement toute une génération qui pourrait ne jamais voter », ce qui pourrait être une « catastrophe » pour la démocratie. L'ONG est donc présente sur les lieux fréquentés par les jeunes sur internet, notamment Instagram, et utilise les codes de communication de cette génération pour mieux les toucher.
L'ONG estime que près de 8 millions de Français sont mal inscrits sur les listes électorales, c'est-à-dire qu'ils ont un lieu de vie qui se trouve géographiquement éloigné de leur lieu d'inscription sur une liste électorale. Selon l'ONG, une inscription mal localisée augmente de trois fois les chances de s'abstenir de voter. Pour les élections de 2022, l'ONG s'associe avec Tinder pour, notamment, inciter les utilisateurs de l'appli à s'inscrire au bon endroit. Pour les élections de 2024, L'ONG crée une appli, Plan Procu, qui permet à un utilisateur de trouver une personne qui peut voter pour elle par procuration.

## Profil des membres
L'ONG se présente comme apolitique, sans intérêt partisan. En 2024, des soupçons de partialité conduisent les vérificateurs de faits de Libération à enquêter sur les membres de l'ONG. Libération a analysé les profils de 22 membres de l'ONG, qu'ils soient cofondateurs, membres du conseil d’administration ou du conseil scientifique. Dix membres ont eu des liens avec la « macronie », un membre a été en lien avec un parti dissident de LREM et quatre avec le parti socialiste avant la création d’En marche. Mais les vérificateurs de faits indiquent que « la majorité des engagements proche de la macronie ont eu lieu avant juin 2021 », c'est-à-dire avant que l’association ne soit créée. Et l'ONG déclare que l'une des conditions d'élection pour devenir membre du conseil d'administration qui gouverne l'organisation est de ne pas avoir d'engagement partisan pendant la durée d'exercice du mandat.